# Socket AM1
Socket FS1b (ребрендований як Socket AM1) — роз'єм, спроєктований AMD і запущений у квітні 2014 року для настільних систем на кристалі у вартісному сегменті. Роз'єм AM1 призначений для класу ЦП, що містять і вбудований графічний процесор, і чипсет, по суті утворюючи повну реалізацію SoC, і як такий має контакти для дисплею, PCI Express, SATA й інших інтерфейсів введення-виведення прямо в роз'ємі. Першими процесорами для цього роз'єму є прискорені процесори (AMD APU) сімейства Kabini мікроархітектури Jaguar, що продавалися під назвами Athlon і Sempron й анонсовані 9 квітня 2014 року.
У сокет встановлюються процесори Athlon і Sempron на основі мікроархітектур є Jaguar і Puma. Всі продукти є системами на кристалі, це означає, що чипсет перебуває на кристалі APU, а не на материнській платі.
Тоді як мобільні ЦП AMD доступні в одному 722-контактному пакеті Socket FS1, але не певно, чи будуть ці ноутбукові ЦП сумісними з Socket AM1 або навпаки.
Його мобільним аналогом є Socket FT3 (BGA-769).
Принаймні одна плата підтримується coreboot.